# Генрік Міхал Каменський

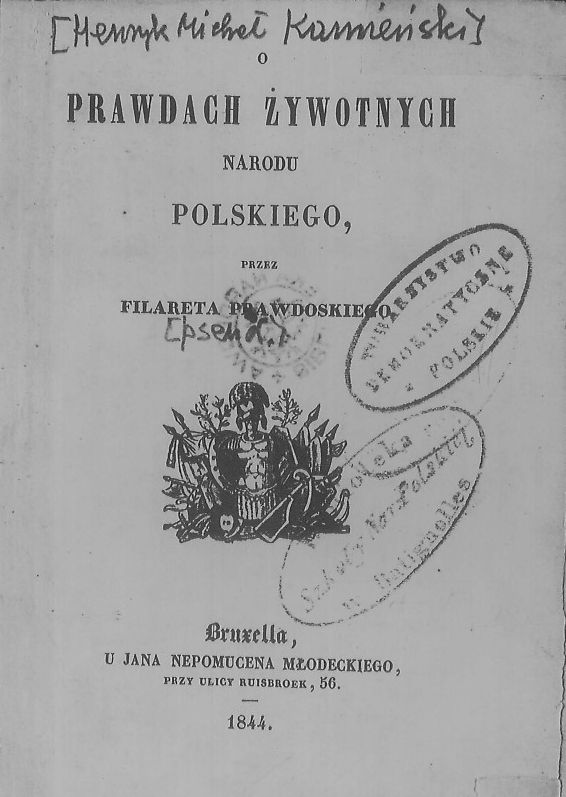
Генрік Каменський, Про життєві правди польської нації, Брюссель 1844 р.

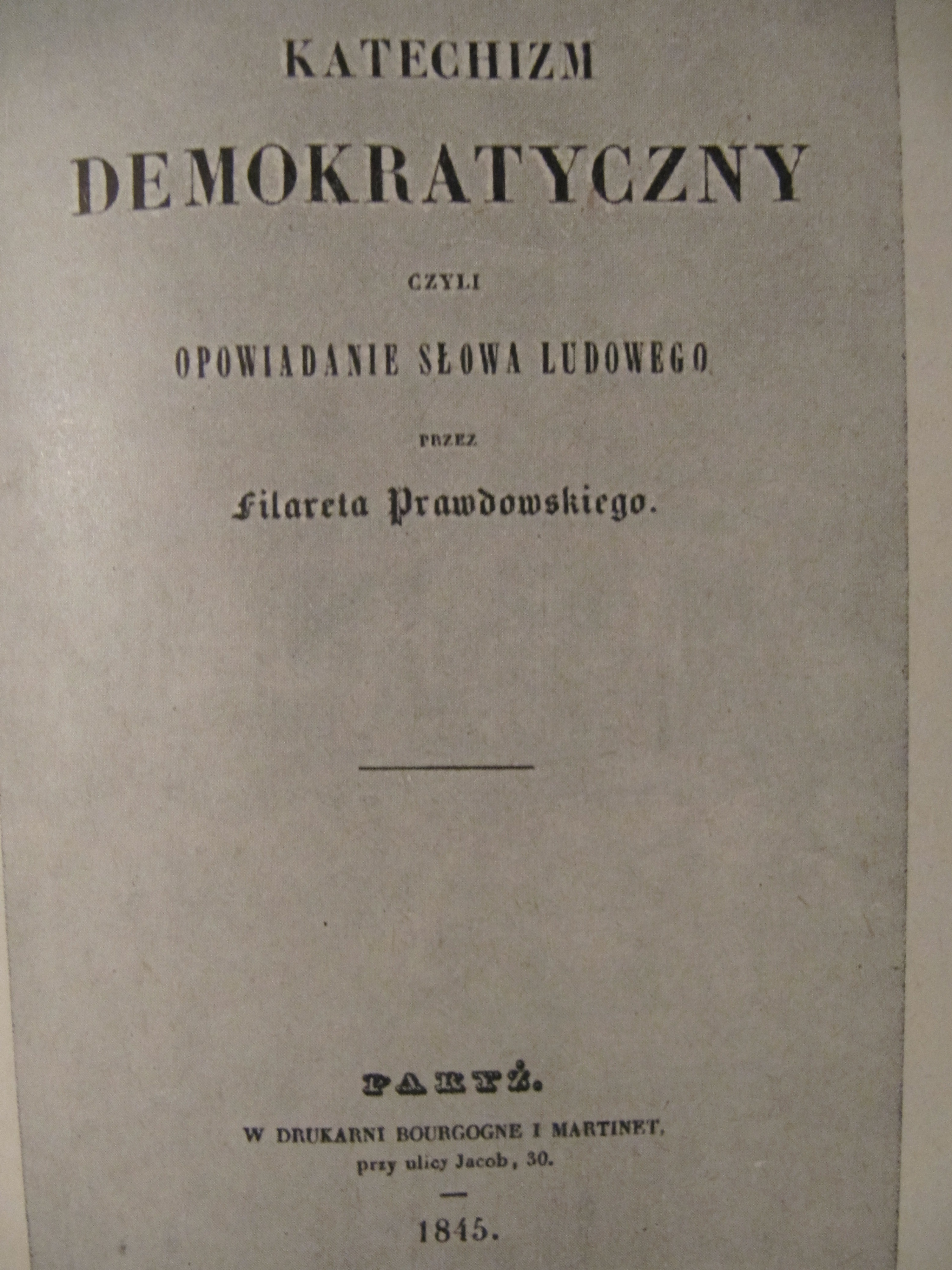
Генрік Каменський, Демократичний катехизм, Париж 1845

Генрік Міхал Каменський гербу Сліповрон псевдонім Філарет Правдовський (пол. Henryk Michał Kamieński; нар. 24 лютого 1813, Варшава — пом. 14 січня 1866, Алжир) — польський економіст, філософ, публіцист, теоретик революційно-демократичного руху (Союз польського народу), філософський та економічний письменник. Син генерала Генріха-Ігнатія та Францішки, уродженої Кохановських. Він був двоюрідним братом Едварда Дембовського.

## Біографія
Дитинство провів в орендованому батьком маєтку Руда поблизу Холма. Освіту здобував спочатку вдома, а в 1828—1830 роках — у середній школі у Варшаві. Його навчання на юридичному факультеті Вроцлавського університету, розпочате у 1830 році, було перерване початком Листопадового повстання, в якому він брав участь як ад'ютант Міхала Радзивілла та Яна Скринецького. Поранений у битві під Варшавою, нагороджений Військовим Золотим Хрестом, він повернувся до Руди, де купив маєток у 1836 році. Тут він присвятив себе вивченню соціальної, філософської, економічної та політичної літератури. Дебютував як публіцист у 1842 році на сторінках «Biblioteka Warszawska». Він подорожував до Києва та Познані, а в 1840 році відвідав Німеччину, Францію та Італію. У 1842 році встановив контакт з Союзом польської нації. Розгорнув широку пропагандистську та політичну діяльність, належав до групи «ентузіастів», був членом таємних спілок у Королівстві Польському.
У 1845 році був заарештований, а потім засланий до Вятки на 3 роки. У 1850 році повернувся до Руди, де в 1851 році оформив поміщицькі землі. Того ж року через туберкульоз виїхав до Швейцарії, де одружився з Луїзою Віттвер. У 1853 році отримав швейцарське громадянство. З 1860 по 1861 рік видавав журнал «Правда» в Женеві та Берліні. Помер 14 січня 1866 року в Алжирі.

## Політичні погляди
Спочатку симпатизуючи табору Адама Чарторийського, він з часом приєднався до революційного руху. Головною метою соціальної революції і єдиним засобом досягнення незалежності він вважав звільнення селян. Він прагнув розв'язати «народну війну», тобто одночасне повстання всіх верств суспільства проти загарбників. Він дбав передусім про те, як просвітити селянські маси. На відміну від інших революціонерів, він віддавав перевагу довгостроковій, масованій пропагандистській кампанії, яка мала б охопити кожне село через інтелігенцію та дворянство, а не змову. На відміну від багатьох тогочасних революційно-демократичних діячів, Каменський також цікавився т. зв. середнім станом, роль якого під час війни за незалежність могла бути значною через те, що міста були резиденціями поділової влади. Усвідомлюючи, що частина дворянства може не бажати надання селянам виборчих прав, він хотів оголосити смертну кару для противників революції. Наприкінці життя його погляди пом'якшилися. Він замінив гасло соціальної революції закликом до соціальної солідарності, апофеозував традиції дворянства (в їхньому самоврядуванні та демократичному вимірі), застерігав від збройної боротьби й навіть допускав постійний союз з Росією за умови, що остання буде демократизувався. Однак він із захопленням зустрів початок Січневого повстання, повернувшись до концепції «народної війни», розробленої кількома роками раніше.

## Праці
- Filozofia ekonomii materialnej ludzkiego społeczeństwa, tom 1, tom 2, Poznań 1843—1845.
- O prawdach żywotnych narodu polskiego, Bruksela 1844.
- Katechizm demokratyczny, czyli opowiadanie słowa ludowego, Paryż 1845.
- Stan średni i powstanie [powst. 1845], Warszawa 1982.
- Pamiętnik [powst. 1852—1853], wyd. pt. Pamiętniki i wizerunki, Wrocław 1951.
- Pan Józef Bojalski, dziedzic dóbr Osin z przyległościami, cz.1, Poznań 1854.
- Rosja i Europa. Polska. Wstęp do badań nad Rosją i Moskalami, Paryż 1857.
- Demokracja w Polszcze. Wstęp do prac nad wyswobodzeniem Polski, Genewa 1858.
- Wojna ludowa, Bendlikon 1866.
- Wybór pism, oprac. P. Hoffman, Warszawa 1948.
- Wybór pism, Warszawa 1953.
- Postęp to życie. Wybór pism, oprac. S. Filipowicz, Warszawa 1980.